# Lars Kleppich
Lars Detlef Kleppich (* 9. August 1967 in Sydney) ist ein ehemaliger australischer Windsurfer.

## Erfolge
Lars Kleppich, der für den Dobroyd Sailing Club startete, nahm dreimal an Olympischen Spielen teil. 1992 gewann er in Barcelona in der Bootsklasse Lechner A-390 hinter Franck David und Michael Gebhardt als Dritter die Bronzemedaille. Bei seiner zweiten Olympiateilnahme im Jahr 2000 in Sydney verpasste er in der Bootsklasse Mistral mit 61 Punkten als Vierter einen weiteren Medaillengewinn. 2004 schloss er die Windsurfwettkämpfe in Athen auf dem achten Rang ab. Bei Weltmeisterschaften war sein größter Erfolg der Titelgewinn 1999 in Nouméa in der Bootsklasse Mistral. Es war gleichzeitig seine einzige Podiumsplatzierung bei Weltmeisterschaften.